# Manifest ljubezni
Manifest ljubezni je drugi studijski album slovenske rock skupine Bohem, izdan pri založbi KUD Rumeni zaliv leta 2008. Z albuma so vse pesmi izšle kot singli, od začetka leta 2008 do januarja 2011. Oktobra 2009 so album tudi predstavili na koncertu v Orto baru v Ljubljani.

## Kritični odziv
Kritični odziv je bil pozitiven. Za portal Rockline je Lea Lesar v recenziji, kjer je bil album ocenjen s štirimi zvezdicami, rekla: »Manifest ljubezni je zbirka nekakšnih "best of" komadov, nad katerimi je s svojo čarobno palčko bedel prekaljeni producent in vsestranski glasbenik Andrea F.«

## Seznam pesmi
| Št.             | Naslov              | Pisec           | Dolžina |
| --------------- | ------------------- | --------------- | ------- |
| 1.              | „Manifest ljubezni‟ | Matic Jere      | 4:42    |
| 2.              | „Vest‟              | Jere            | 4:16    |
| 3.              | „Deja vu‟           | Dejvi Kotar     | 3:40    |
| 4.              | „Iluzija‟           | Jere            | 3:56    |
| 5.              | „Težko = lahko‟     | Jere            | 4:12    |
| 6.              | „Na tleh‟           | Jere            | 4:13    |
| 7.              | „Kič‟               | Kotar           | 3:12    |
| 8.              | „Romanca‟           | Jere            | 4:29    |
| 9.              | „Islands of People‟ | Jere, Andrea F  | 4:42    |
| 10.             | „M.O.S.T.‟          | Jere            | 5:33    |
| 11.             | „Dan za vas‟        | Jere            | 4:41    |
| Skupna dolžina: | Skupna dolžina:     | Skupna dolžina: | 47:36   |

## Zasedba
| Bohem - Matic Jere — vokal - Manca Pinterič — klaviature, spremljevalni vokal - Marjan Kotnik — kitara, spremljevalni vokal - Damir Pavlič — bobni, tolkala - Dejvi Kotar — bas kitara | Ostali - Andrea Flego — produkcija |